# ミュー粒子
ミュー粒子（ミューりゅうし、muon, μ）とは、素粒子標準模型における第二世代の荷電レプトンである。ミューオン、ミュオンと表記することもある。

## 性質
ミュー粒子は、電気素量に等しい負の電荷と1/2のスピンを持つ。ミュー粒子の静止質量は105.6 MeV/C2（電子の約206.7倍の重さ）、平均寿命は2.2×10-6秒。ミュー粒子 (μ-) は電子、ミューニュートリノおよび反電子ニュートリノに、その反粒子である反ミュー粒子 (μ+) は陽電子、反ミューニュートリノおよび電子ニュートリノに崩壊する。この崩壊過程は不安定核のベータ崩壊と同じく弱い相互作用によるものであり、崩壊で放出される電子／陽電子はパリティの非保存によりもとのミュー粒子が持っていたスピンの向きに対して空間的に非対称な分布を持って放出される。同じレプトンとしてはこれよりさらに重いタウ粒子（タウオン、τ）があり、電子と合わせてレプトンの三世代構造として知られている。

## 研究史
ミュー粒子は、1936年にカール・アンダーソンとセス・ネッダーマイヤーによって宇宙線の中に観測された。粒子が霧箱の中で描く曲飛跡から、電子と同じ電荷だが電子より重い新粒子であると推定された。1937年には、日本の理化学研究所の仁科芳雄のグループ（仁科芳雄、竹内柾、一宮虎雄）およびストリート（J.C. Street）とスティヴンソン（E.C. Stevenson）らが独立に、ウィルソン霧箱実験によって新粒子の飛跡を捉えた 。論文投稿の順番は、ネッダーマイヤーとアンダーソンが1937年3月30日、理研組が8月28日、そしてストリートとスティヴンソンが10月6日である。翌年、仁科らは飛跡の曲率から、ミュー粒子の質量を電子の（180±20）倍という精度で決定した。これは現在知られているミュー粒子の質量と一致している。
発見当初はその質量が湯川秀樹によって提唱された核力を媒介する粒子である中間子と非常に近かったため、ミュー中間子と呼ばれていた。しかし、ミュー粒子は核力を媒介しないことが分かり、中間子の性質を持たないことが判明した。1942年、坂田昌一、谷川安孝および井上健は、中間子とミュー粒子は別種であり、中間子はミュー粒子より重く、中間子が自然崩壊してミュー粒子に変化するという二中間子説を提唱した。1947年、セシル・パウエルらによりパイ中間子が発見されたことで湯川の中間子説および坂田の二中間子説が正しいことが証明され、ミュー粒子は電子と類似した性質を持つレプトンの一種として分類された。この時に、核力による強い相互作用をしない素粒子としてレプトンという名称と概念が導入された。
日本では電力中央研究所施設（千葉県我孫子市）内に、地球に飛来するミュー粒子の観測施設「NEWCUT LAB」が開設された（電中研のほか東京大学、NEC、ハンガリー科学アカデミーの共同事業）。

## 利用研究
ミューオンは、イオンビーム（粒子線）として世界に数カ所ある中間子工場 (Meson Factory) と呼ばれる陽子加速器施設で利用に供されており、素粒子・原子核物理学からミュオンスピン回転 (μSR) による物性物理学、物理化学の研究に至るまで幅広く利用されている。また、ミューオンを用いたミューオン触媒核融合、μ-捕獲X線による非破壊元素分析など、学際的な応用研究も行われている。ミューオンを使った放射線治療も研究されている。

### ミュオグラフィ
東京大学地震研究所により、宇宙線由来のミューオンを用いて火山の内部構造を画像化するミュオグラフィの研究が進められている。同様の手法で福島第一原子力発電所の炉心の現状を調査するためにも使用された。また、ギザの大ピラミッドにおける透視調査にも用いられている。

### 超低速ミュオン顕微鏡
ミュオンを用いて試料を拡大して細部の構造を可視化する。極小エネルギー分散の超低速ミュオンを再加速したミュオンマイクロビームは波として振る舞う。それを観察に利用する。

### 日本での研究状況
日本では、1978年に東京大学理学部附属中間子科学実験施設（現・高エネルギー加速器研究機構・ミュオン科学研究施設）が発足し、1980年に当時の高エネルギー物理学研究所ブースター利用施設の一角に設けられた実験施設で世界初のパルス状ミューオンビームを発生させることに成功した。これ以降、同施設は国内のミューオン利用研究の中心となるとともに世界的にもパルス状ミューオン利用の先導役も果たしていたが、2001年から日本原子力研究開発機構と高エネルギー加速器研究機構との協力の下で始まった大強度陽子加速器計画（J-PARC、茨城県東海村）による次世代施設の建設が本格化するのに従い、2006年3月をもってその運転を終了している。なお、J-PARCにおけるミューオン実験施設は2008年度に竣工、翌年度から供用を開始する予定である。